# Southwark Bridge

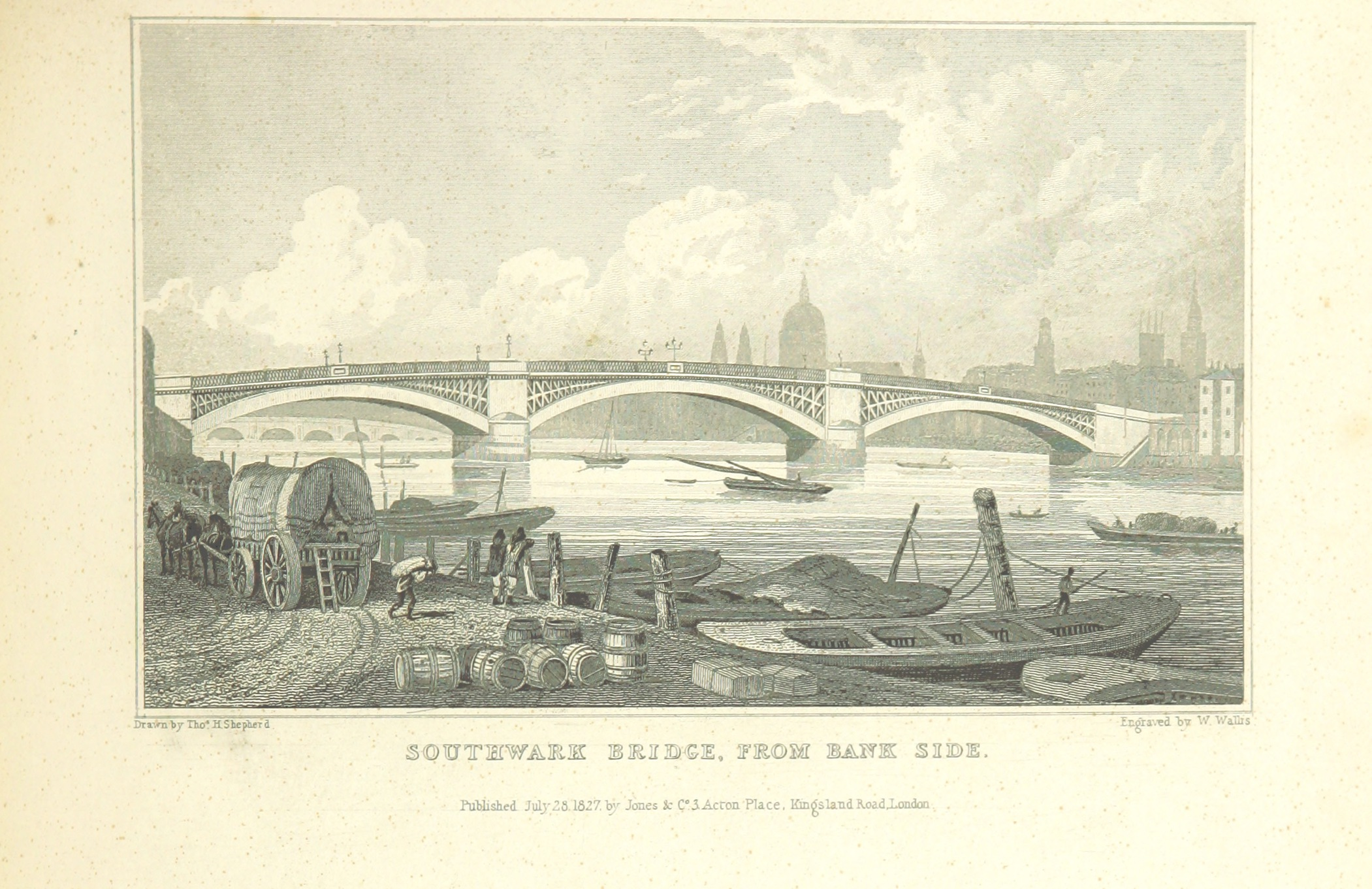
Southwark Bridge, 1828

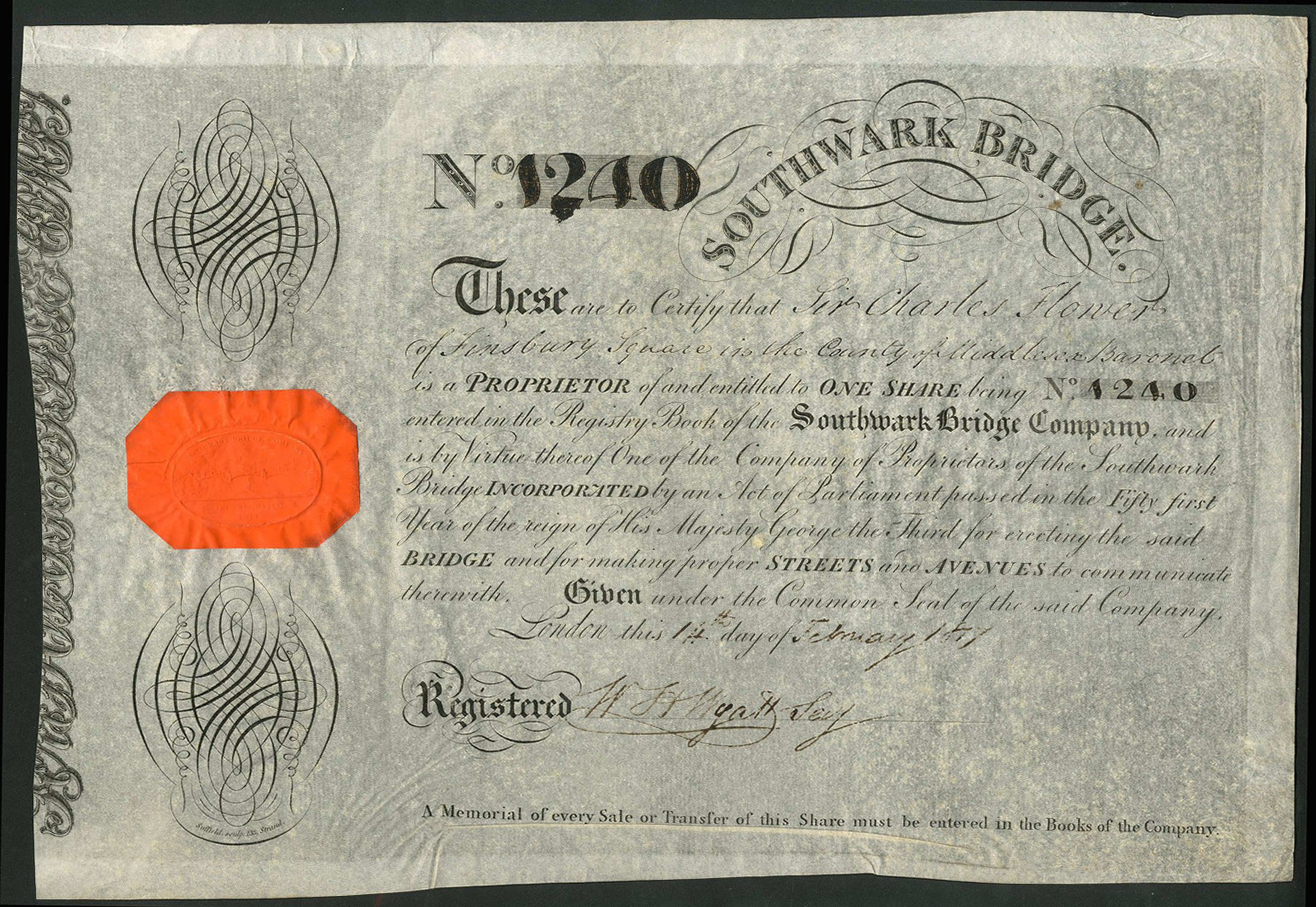
Aktie der Southwark Bridge Company vom 14. Februar 1817

Die Southwark Bridge ist eine Straßenbrücke über den Fluss Themse in London. Sie verbindet die City of London auf der Nordseite mit dem Stadtteil Southwark im Stadtbezirk London Borough of Southwark auf der Südseite. Die Brücke ist 197,5 Meter lang und besteht aus fünf Stahlbögen. Die türmchenförmigen Pfeiler geben der Brücke ein eher altmodisches Aussehen. Am nördlichen Ufer befindet sich der Bahnhof Cannon Street, am südlichen Ufer die Bankside Power Station (Tate Modern), das Globe Theatre und das Gebäude der Financial Times. Über die Brücke führt die Hauptstraße A300.
Die 1813 gegründete Southwark Bridge Company beauftragte den Bauingenieur John Rennie mit dem Bau einer neuen Brücke. Sie war Gegenstand heftiger Kontroversen: Die mächtige Corporation of London war grundsätzlich gegen eine mautpflichtige Brücke und die Flussschiffer befürchteten gefährliche Wasserstrudel. Dennoch konnte die Brücke aus Gusseisen im Jahr 1819 eröffnet werden. Sie hatte drei Bögen, wovon der mittlere eine beachtliche Spannweite von 73 m hatte – die größte Spannweite aller jemals aus Gusseisen gebauten Bögen. Allerdings wurde sie nur wenig genutzt. Gründe waren neben der Maut die unzureichenden Zufahrten und die holprige Fahrbahn.
Nach der Übernahme der Brücke durch Bridge House Estates, einer Wohlfahrtsorganisation der Corporation of London, wurde die Maut im Jahr 1864 aufgehoben. Dies führte zu einer derart starken Zunahme des Verkehrs, dass ein Neubau nötig wurde. 1913 begannen die Abrissarbeiten; die Eröffnung der neuen Brücke verzögerte sich jedoch wegen des Ersten Weltkriegs bis 1921.